# Audi Le Mans Quattro
O Audi Le Mans Quattro é um  carro conceito de dois lugares apresentado pela Audi no Internationale Automobil-Ausstellung de 2003. Assim como os 2 modelos também apresentados no mesmo ano, apresenta características encontradas nos veículos atuais da marca, tais como faróis de LED, aerofólio automático, carroceria de alumínio (Audi Space Frame), entre outros. Posteriormente deu origem ao Audi R8. 

## O Conceito "Le Mans"
Em 2000, a empresa criou um protótipo para competir nas 24 Horas de Le Mans, o Audi R8 Race Car, o qual foi vitorioso por 3 anos seguidos (2000-2002). Com o objetivo de trazer algo novo na marca e, homenagear o fato, a Audi em  2003 lança o conceito "Le Mans Quattro", o qual deu origem ao Audi R8. Com proposta de esportividade e velocidade, o veículo apresenta design aerodinâmico e moderno. A carroceria é feita de alumínio, a mesma utilizada em alguns modelos da Lamborghini, por ser mais leve e flexível. Com um motor V10 Biturbo, a velocidade máxima é de aproximadamente 350 km/h.

## Aparições
O veículo fez sucesso também no mundo dos games. Em Need For Speed: Carbon, sendo o veículo de Darius, o vilão do jogo, e no simulador Gran Turismo 4 e Gran Turismo 5.